# Qinghe Linchang (bondby i Kina, Heilongjiang Sheng, lat 48,87, long 129,96)
Qinghe Linchang (kinesiska: 清河林场) är en bondby i Kina. Den ligger i provinsen Heilongjiang, i den nordöstra delen av landet, omkring 430 kilometer nordost om provinshuvudstaden Harbin. Antalet invånare är 96. Befolkningen består av 44 kvinnor och 52 män. Barn under 15 år utgör 7,0 %, vuxna 15-64 år 73 %, och äldre över 65 år 18,0 %.
Runt Qinghe Linchang är det glesbefolkat, med 14 invånare per kvadratkilometer. Närmaste större samhälle är Jiayin Nongchang, 4,9 km öster om Qinghe Linchang. Trakten runt Qinghe Linchang består till största delen av jordbruksmark.
Genomsnittlig årsnederbörd är 999 millimeter. Den regnigaste månaden är juli, med i genomsnitt 245 mm nederbörd, och den torraste är januari, med 9 mm nederbörd.